# Sonate K. 116
La sonate K. 116 (F.75/L.452) en ut mineur est une œuvre pour clavier du compositeur italien Domenico Scarlatti.

## Présentation
La sonate en ut mineur K. 116, notée Allegro, est liée à la précédente avec laquelle elle partage des séquences qui se concluent par de longues gammes ou des accords suivis d'un point d'orgue. L'expression est dramatique, soutenue par des modulations imprévues et des acciaccatures. Dans le manuscrit de Madrid, elle forme une paire avec la sonate K. 139.

## Manuscrits
Le manuscrit principal est le numéro 19 du volume XV (Ms. 9771) de Venise (1749), copié pour Maria Barbara ; les autres sources manuscrites étant Parme III 14 (Ms. A. G. 31408), Münster IV 38 (Sant Hs 3967), Vienne B 38 (VII 28011 B) et G 34 (VII 28011 G) et Q 15116 (no 7/34). Une copie figure en tant que numéro 20 dans le manuscrit Ayerbe de Madrid (E-Mc, ms. 3/1408), ; deux fois à Saragosse (1751–1752), source 2, B-2 Ms. 31 fos 27v-29r (no 14) et source 3, B-2 Ms. 32, fos 103v-105v (no 52) ; et à Lisbonne, ms. FCR/194.1 (no 42).

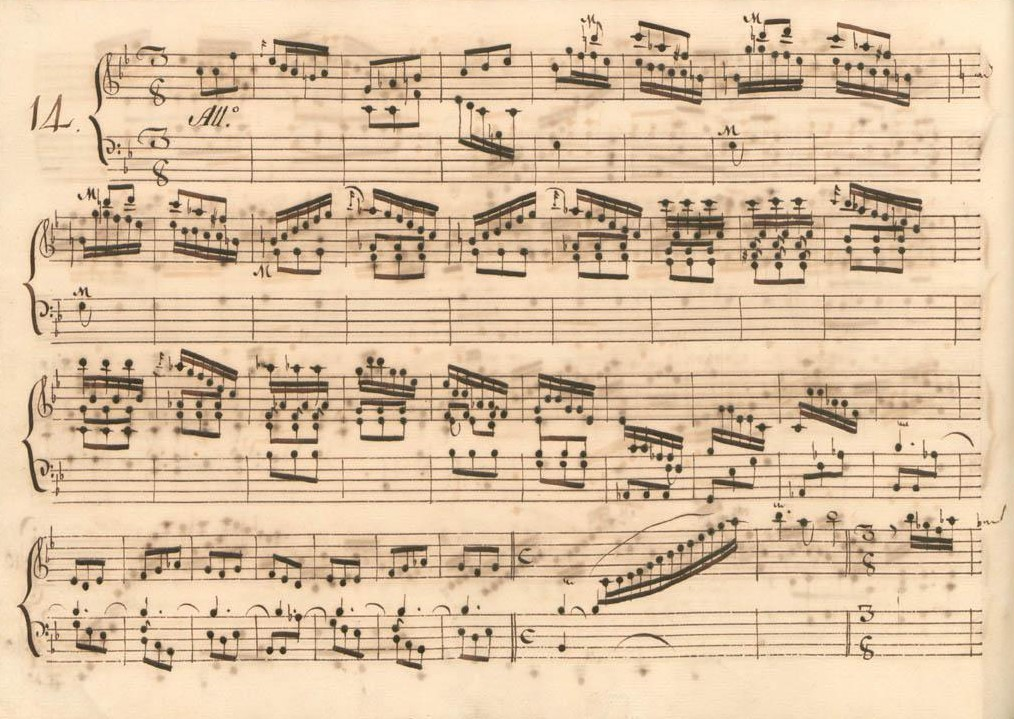
Parme III 14.
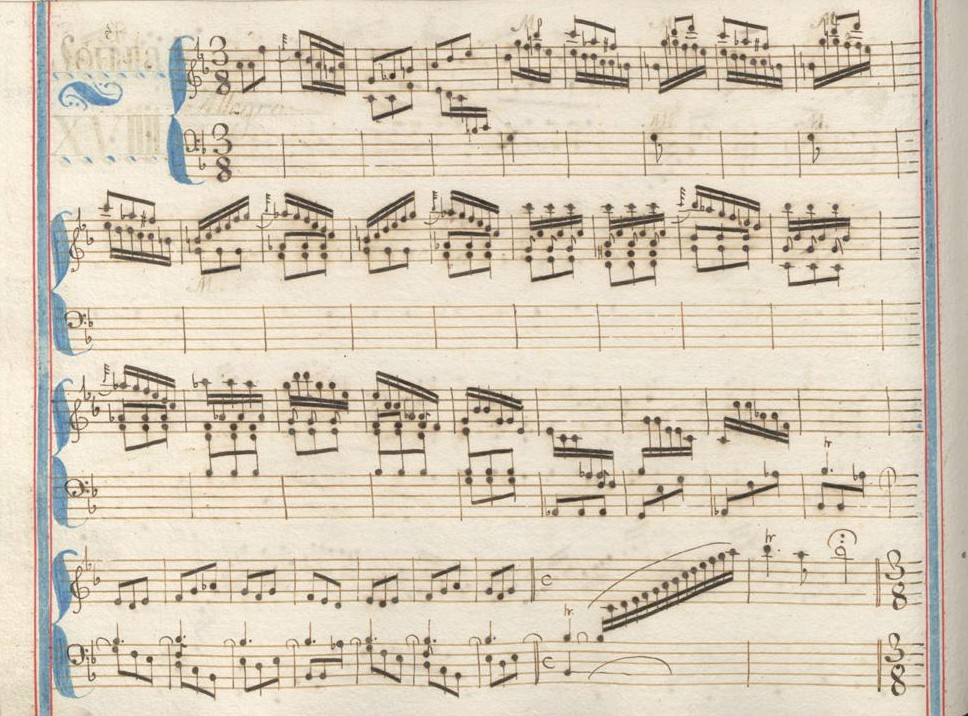
Venise XV 19.
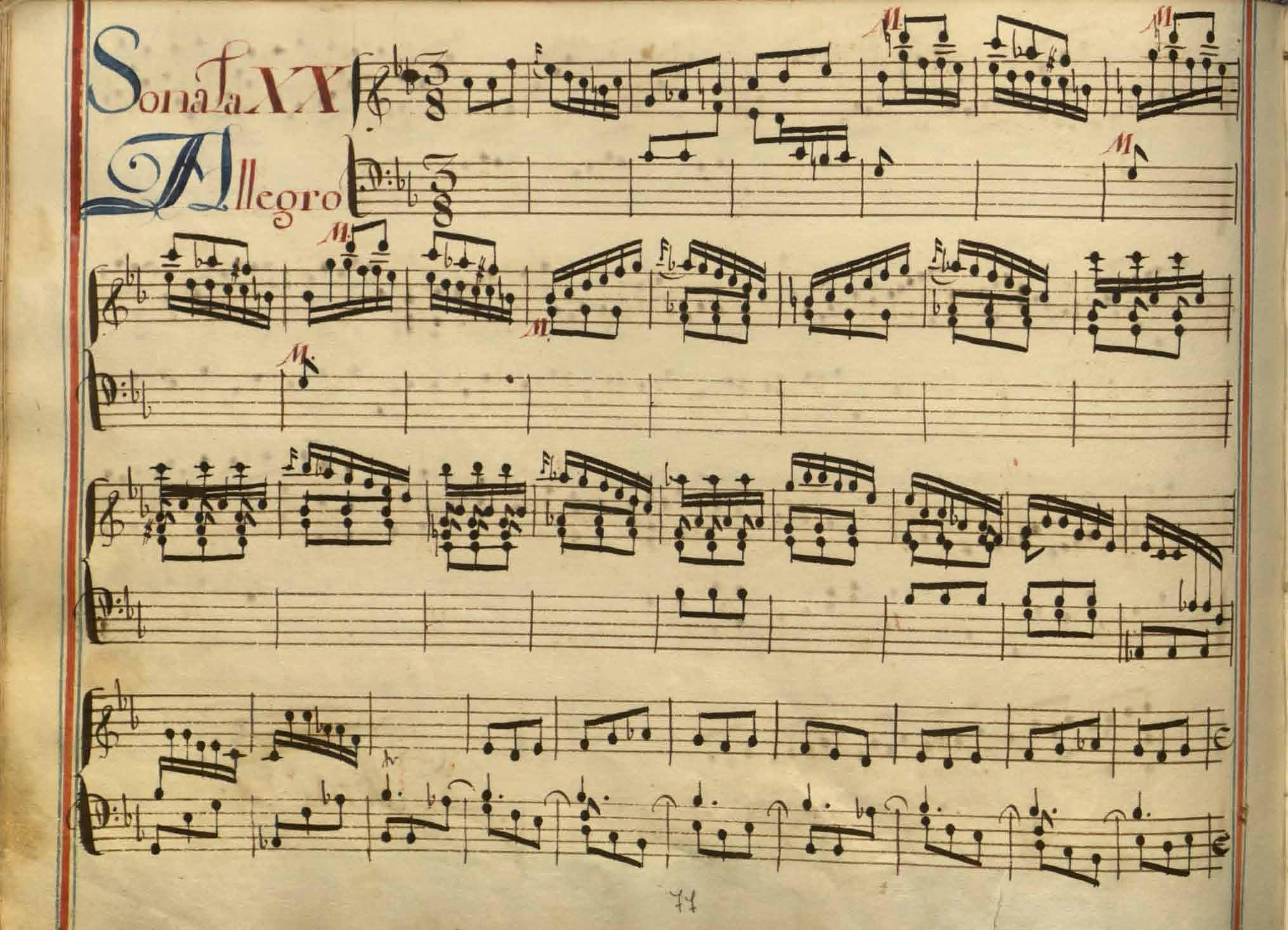
Madrid, 20.
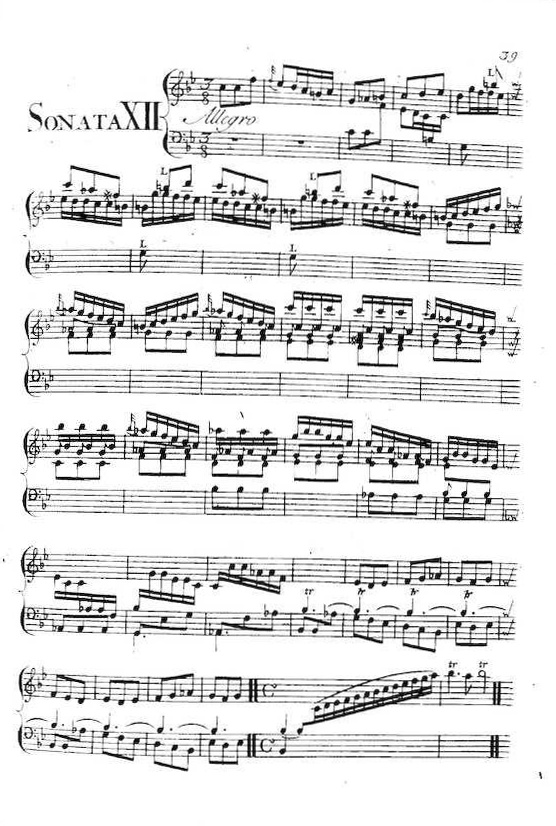
Édition Londres, 1752.

## Interprètes
La sonate K. 116 est peu enregistrée. Cependant elle est défendue au piano par András Schiff (1987, Decca), Carlo Grante (2009, Music & Arts, vol. 1) et Sergio Gallo (fi) (2022, Naxos vol. 27).
Au clavecin, elle est interprétée par Scott Ross (1985, Erato), Andreas Staier (1996, Teldec), Richard Lester (2005, Nimbus, vol. 6) et Pieter-Jan Belder (Brilliant Classics).

## Sources
: document utilisé comme source pour la rédaction de cet article.
- Ralph Kirkpatrick (trad. de l'anglais par Dennis Collins), Domenico Scarlatti, Paris, Lattès, coll. « Musique et Musiciens », 1982 (1re éd. 1953 (en)), 493 p. (OCLC 954954205, BNF 34689181).
- Alain de Chambure, « Domenico Scarlatti : Intégrale des sonates — Scott Ross », p. 208, Erato (2564-62092-2), 1985 (OCLC 891183737) .
- (es) Laura Cuervo Calvo, « El manuscrito Ayerbe : una fuente española de las sonatas de Domenico Scarlatti de mediados del siglo XVIII », Ad Parnassum, Ut Orpheus Edizioni, vol. 13, no 25,‎ avril 2015, p. 1–26 (ISSN 1722-3954, OCLC 1006521868, lire en ligne).
- (es) Celestino Yáñez Navarro (thèse), Nuevas aportaciones para el estudio de las sonatas de Domenico Scarlatti. Los manuscritos del Archivo de Música de las Catedrales de Zaragoza, Université autonome de Barcelone, 2016 (lire en ligne)